# محمد عزت‌پور
محمد عزت‌پور ساطحی (زادهٔ ۵ آذر ۱۳۶۷ در هشترود) پاورلیفتینگ‌کار ایرانی است.

## دوران ورزشی
وی در مسابقات مردان آهنین در سال ۱۳۹۷ به مقام قهرمانی این مسابقات رسید؛ تا پس از محراب فاطمی، رضا قرایی، روح‌الله داداشی و مسلم دارابی پنجمین قهرمان این رقابت‌ها لقب گیرد. او همچنین چهار دوره در سالهای ۱۳۹۵، ۱۳۹۶، ۱۳۹۸ و ۱۴۰۰ قهرمان رقابت‌های کشوری قوی‌ترین مردان ایران شده است و در این زمینه رکوردار ایران است.
او در سال ۲۰۱۸ و در مسابقات جهانی قوی‌ترین مردان در ابوظبی؛ توانست پس از ماتیاس بلساک و دنیس زاگریس عنوان سومی این مسابقات را کسب کند. وی همچنین در مسابقات جهانی آرنولد کلاسیک آفریقا در سال ۲۰۱۹ به فینال راه یافت و با عنوان ششمی به کار خود پایان داد.

## عناوین مهم
- کسب مقام اول مسابقات مردان آهنین در سال ۱۳۹۷
- کسب مقام اول کشوری قوی‌ترین مردان ایران در سالهای ۱۳۹۵، ۱۳۹۶، ۱۳۹۸ و ۱۴۰۰
- کسب مقام اول قوی‌ترین مردان ایران انتخابی تیم ملی در سال ۱۴۰۱[۸]
- کسب مقام سوم مسابقات جهانی قوی‌ترین مردان ابوظبی در سال ۲۰۱۸
- کسب مقام ششم مسابقات جهانی جهانی آرنولد کلاسیک آفریقا در سال ۲۰۱۹